# Euphorbia caespitosa
Euphorbia caespitosa là một loài thực vật có hoa trong họ Đại kích. Loài này được Lam. mô tả khoa học đầu tiên năm 1788.

## Hình ảnh

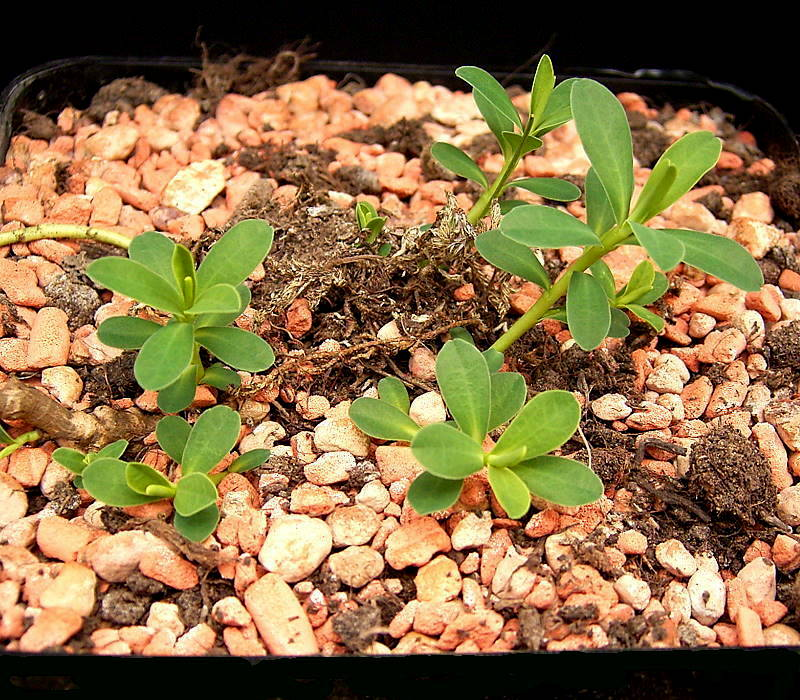
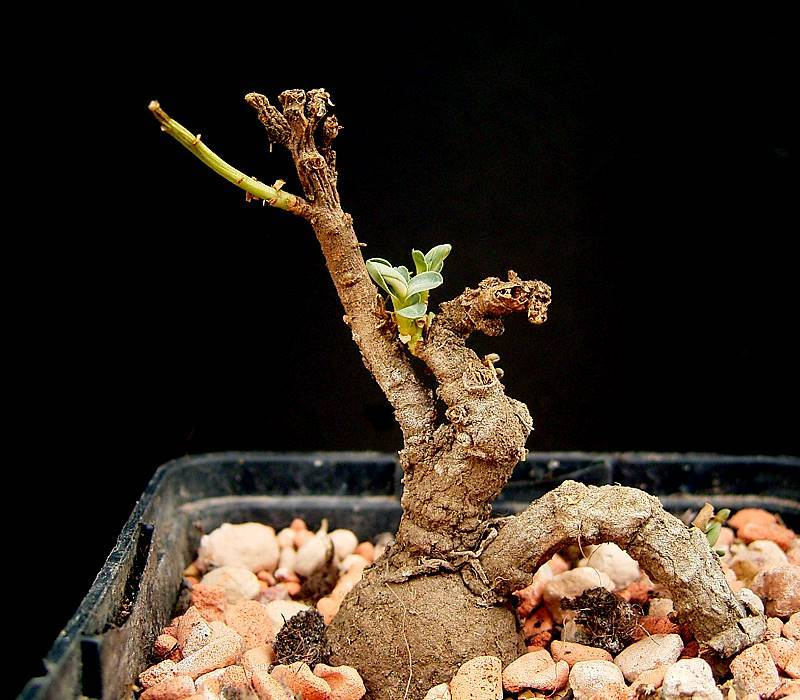